# Fehérlábú egér
A fehérlábú egér vagy fehérlábú pocok (Peromyscus leucopus) az emlősök (Mammalia) osztályának rágcsálók (Rodentia) rendjébe, ezen belül a hörcsögfélék (Cricetidae) családjába és a Neotominae alcsaládjába tartozó faj.
Az állat a Peromyscus nem típusfaja.

## Rendszerezés
Besorolása vitatott, egyes rendszerezők a hörcsögfélék családjának  Neotominae alcsaládjába sorolják.

## Előfordulása
Észak-Amerikában őshonos, Ontario, Québec, Labrador-félsziget területein, a tengerparti tartományokban (kivéve Új-Fundland szigete), az USA délnyugati területein, a Yucatán-félszigeten, valamint Mexikó területén. Texasban erdei egérnek is hívják.

## Megjelenése
Felnőttek testhossza (farok nélkül) eléri a 9–10 cm-t, a farka 6,3-9,7 cm körüli. A fiatal felnőtt súlya 20-30 gramm. A maximális élettartama 96 hónap, de az átlagos várható élettartam 45,5 hónap. A nőstények átlagosan 45,5, míg a hímek 47,5 hónapot élnek.

## Életmódja
Zárkózott, éjszakai életet élő állat. A nap folyamán saját maga által épített fészkében nyugszik. A fészket, amely melegen tartja, száraz helyre építi, így például például faodúba vagy elhagyott madárfészekbe. Ez a faj területfoglaló, de egymás területei fedhetik egymást.
Ezek a rágcsálók mindenevők, és az étrendjük összetétele aszerint változik, hogy milyen az élőhely adottsága, mely növénynek van szezonja és milyen az időjárás. Az étrendjük magokból, bogyókból, diófélékből, rovarokból és gombákból áll. Nem alszanak téli álmot, de ősszel táplálékot halmoznak fel.
Nagyon hasonlít a Peromyscus maniculatus-hoz, azaz az őzegérhez. Ugyanúgy mint az őzegér, a fehérlábú egér is hordozója lehet a végzetes hantavírusoknak, amelyek súlyosan megbetegíthetik az embert is.
A Lyme-kórt okozó Borrelia burgdorferi nevű baktérium közti gazdája is egyben.

## Szaporodása
Az északi területeken a szaporodási ciklusa márciustól októberig tart, a déli területeken viszont egész évben szaporodik.  A nőstény egy éven belül több almot is vethet. Körülbelül 22 - 28 napos vemhesség után a nőstény 2-9 (átlagosan öt) szopós egeret hoz a világra. 12 napon belül nyitják ki a szemüket, és három-négy hét után kerül sor az elválasztásra. 44 nap után válnak nemileg éretté.
|  |

## Rokon fajai
- Peromyscus maniculatus - őzegér
- Peromyscus gossypinus  - gyapotegér
- Peromyscus gossypinus restrictus  - Chadwick-parti gyapotegér

### Fordítás
Ez a szócikk részben vagy egészben a White-footed Mouse című angol Wikipédia-szócikk fordításán alapul.  Az eredeti cikk szerkesztőit annak laptörténete sorolja fel. Ez a jelzés csupán a megfogalmazás eredetét és a szerzői jogokat jelzi, nem szolgál a cikkben szereplő információk forrásmegjelöléseként.